# OMNIMAX
OMNIMAX (aussi appelé Imax Dome) est un procédé cinématographique permettant la projection de films sur un écran de cinéma hémisphérique.
Tout comme le procédé IMAX dont il est dérivé, il est destiné à être projeté sur écran géant. L’image est photographiée à partir d’un objectif fisheye (angle de champ proche de 180°) et projetée sur un écran hémisphérique pour conserver les dimensions. Le spectateur est cerné par l’image. 

## Détails du format
- Format de pellicule : 70 mm
- Vitesse de défilement : 24 i/s

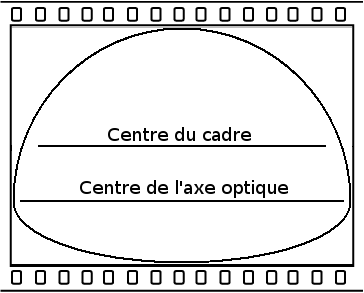

- Dimension de la fenêtre de prise de vue : Largeur = 70,41 mm, Hauteur = 52,63 mm
- Anamorphose à la prise de vue : aucune
- Nb perforations/img :	15 perforations par images
- Surface de l’image : 75,83 mm²
- Anamorphose verticale en laboratoire : aucune

## Le projecteur OMNIMAX
Le système de projection pèse deux tonnes. Le film défile horizontalement dans le projecteur et non pas verticalement comme dans le cinéma classique (35 mm).
L'entraînement horizontal du film utilise le principe de la « boucle déroulante » qui permet à la pellicule d'avancer par vagues et de s'accrocher dans les contre griffes du projecteur. 
Pour assurer la stabilité de l'image dans ce format géant, elle est plaquée par aspiration à son passage devant l'objectif. Ce système a permis de multiplier par cinq la durée de vie des pellicules. Les copies peuvent être utilisées de 1 000 à 2 000 fois.
Pour limiter les déformations lors de la projection, la régie se situe sous la salle. Le projecteur émerge par une cabine située au centre de la salle.

### L'éclairage
La lanterne est équipée d'un miroir collecteur de base elliptique refroidi par air et de deux miroirs de renvoi refroidis par un circuit d'eau. La source lumineuse utilisée est une lampe Xénon de 15 kW (4 kW pour le cinéma classique).

### L'objectif
Pour diffuser une image à près de 180°, le projecteur est équipé d'un objectif spécial super grand-angle appelé fisheye (œil de poisson) qui couvre le champ de l'écran géant. Cet équipement permet de corriger, à la projection, les déformations des images obtenues au moment des prises de vues.

### L'écran
Une salle Omnimax comporte un écran hémisphérique, il est incliné en général à 25° vers l'avant de la salle, parallèlement à la pente des gradins. La superficie de l'écran hémisphérique est assez importante, et varie selon le diamètre de la salle. Par exemple, l'écran de l'Omnimax du Futuroscope mesure 27 mètres de diamètre pour environ 900 à 1 000 m² de surface. L'écran est composé de centaines de plaques métalliques trapézoïdales, grisées pour limiter la réverbération de l'image, et criblés de petits trous pour annuler les problèmes d'écho.

## Quelques salles OMNIMAX
Voici une liste non exhaustive de salles Omnimax dans le monde :

### France
- Le Dôme Imax (La Défense, Puteaux), construit en 1992, a cessé son activité en décembre 2000 (fermé)[1]
- La Géode (La Villette, Paris), ouverte de 1985 à 2018, puis reprise par le groupe Pathé et réouverture en décembre 2024 après rénovation
- Le Solido (Futuroscope, Jaunay-Marigny), ouvert de 1993 à 2017 (pavillon démoli)
- L'Omnimax (Futuroscope, Jaunay-Marigny), ouvert en 1990
- Imax 3D Dynamique (Futuroscope, Jaunay-Marigny), ouvert en 2000 pour les attractions Le Défi d'Atlantis puis Arthur, l'Aventure 4D

### Canada
- Musée canadien de l'histoire[2] (Gatineau, Québec)
- Centre des Sciences de l'Ontario (Toronto, Ontario)

### Danemark
- Planétarium Tycho Brahe (Copenhague)

### Espagne
- L'Hemisfèric (Cité des arts et des sciences, Valence)
- Racing Legends (Ferrari Land, Salou)

### Pays-Bas
- Omniversum (La Haye)

### États-Unis
Il existe plusieurs dizaines de salles Omnimax aux États-Unis, dont :
- Liberty Science Center (Jersey City, New Jersey)
- Caesars Palace Omnimax Theater  (Las Vegas, Nevada)
- Great Lakes Science Center (Cleveland, Ohio)
- Museum of Science and Industry (Chicago, Illinois)
- Cincinnati Museum Center (Cincinnati, Ohio)
- Carnegie Science Center (Pittsburgh, Pennsylvanie)

### Suède
- Cosmonova (Stockholm)

### Hong Kong
- Space Museum (Kowloon)